# Exaeretopus harpazi
Exaeretopus harpazi är en insektsart som beskrevs av Ben-dov 1987. Exaeretopus harpazi ingår i släktet Exaeretopus och familjen skålsköldlöss.
Artens utbredningsområde är Israel. Inga underarter finns listade i Catalogue of Life.